# Per Arne Aglert
Per Arne Aglert (ur. 6 września 1920 w Linköping, zm. 7 grudnia 2002 w Uppsali) – szwedzki pastor, działacz społeczny i polityk (folkpartiet).
Per Arne Aglert był synem pastora i rolnika. Był pastorem w Kościele Baptystów w Jönköping w latach 1945–1957 i w Uppsali w latach 1957–1967. Był sekretarzem generalnym Rady Kościoła w latach 1967–1981, był członkiem rady miejskiej w Uppsali latach 1981–1983, a także członkiem Riksdagu w latach 1985–1988 z ramienia liberałów. Jako poseł był członkiem Komitetu Społecznego, zajmował się głównie sprawami społecznymi i kościelnymi. 
W latach 1946–1947 kilkakrotnie przyjeżdżał do Polski w celach charytatywnych. Założył ośrodki dożywiania w Szczytnie, Radości i Malborku. Pomógł w zorganizowaniu domów dziecka w Radości, Malborku i Wiśle. Pomagał w odbudowie Kościoła Baptystycznego w Polsce, finansował działalność wydawniczą Kościoła i niektórych duchownych. 